# جوزيف سولفينتو
جوزيف سولفينتو (بالفرنسية: Joseph Solvinto)‏ (مواليد 13 أبريل 1902) هو ملاكم فرنسي، مثّل بلاده في الألعاب الأولمبية الصيفية 1920.

## روابط خارجية
جوزيف سولفينتو على موقع أوليمبيديا (الإنجليزية)